# Genocide van Simele
De Genocide van Simele (Syrisch: ܦܪܡܬܐ ܕܣܡܠܐ), was een serie massamoorden, gepleegd door het Iraakse leger in Aramese/Assyrische dorpjes in het noorden van Irak vanaf 7 augustus 1933. De massamoorden kwamen tot een hoogtepunt met de dood van dorpelingen in Simele op 11 augustus 1933 waar naar schatting meer dan 600 boeren gemarteld en geëxecuteerd werden. Naar schatting zijn er in totaal circa 3000 Assyriërs om het leven gekomen.
De genocide van Simele wordt jaarlijks herdacht door de Arameeërs/Assyriërs op 7 augustus.

## Verwoeste dorpen
| Lijst van verwoeste dorpen | Lijst van verwoeste dorpen | Lijst van verwoeste dorpen | Lijst van verwoeste dorpen | Lijst van verwoeste dorpen | Lijst van verwoeste dorpen | Lijst van verwoeste dorpen | Lijst van verwoeste dorpen | Lijst van verwoeste dorpen |
| -------------------------- | -------------------------- | -------------------------- | -------------------------- | -------------------------- | -------------------------- | -------------------------- | -------------------------- | -------------------------- |
| Ala Keena                  | Bameri                     | Betershy                   | Dairke                     | Gond Naze                  | Kaserezden                 | Korekavana                 | Majel Makhte               | Sirchuri                   |
| Aloka                      | Barcawra                   | Betafrey                   | Dair Kishnik               | Harkonda                   | Kerry                      | Kowashey                   | Rabibyia                   | Shekhidra                  |
| Badalliya                  | Baroshkey                  | Bidari                     | Derjendy                   | Idleb                      | Kitba                      | Lazga                      | Rekawa                     | Spendarook                 |
| Baderden                   | Basorik                    | Biswaya                    | Fishkhabour                | Kaberto                    | Khalata                    | Mansouriya                 | Sar Shorey                 | Tal Zet                    |
| Bagerey                    | Bastikey                   | Carbeli                    | Garvaly                    | Karpel                     | Kharab Koli                | Mawani                     | Sezary                     | Tel Khish                  |
| Bakhitmey                  | Benaringee                 | Chem Jehaney               | Gereban                    | Karshen                    | Kharsheniya                | Qasr Yazdin                | Sidzari                    | Zeniyat                    |